# Mandrake le Magicien
Pour les articles homonymes, voir Mandrake.
Mandrake le Magicien ou Mandrake est un personnage de comic strip américain créé par Lee Falk en 1934 avec le dessinateur Phil Davis.

## Historique de la publication
La série, créée par le scénariste Lee Falk et dessinée par Phil Davis, a été publiée aux États-Unis par King Features Syndicate (qui a publié notamment Popeye ou Blondie) à partir de juin 1934 sous forme de triptyque quotidien (sauf le dimanche) (Dailies Strip) et à partir du 3 février 1935 sous forme d'une page couleur tous les dimanches (Sundays Strip).

### En France
En France, le personnage est paru d'abord dans les publications de Paul Winkler, fondateur de l'agence Opera Mundi (Robinson, Hop-là!) avant la Seconde Guerre mondiale.
Après la guerre, ses aventures ont été publiées principalement aux Éditions des Remparts dans divers fascicules dont certains en petit format. Elles sont également paru dans Mon journal, dans les derniers numéros de la revue Janus Stark ainsi que dans le nouveau Journal de Mickey.
Le quotidien France-Soir a publié pendant de longues années les bandes quotidiennes (Phil Davis et Fred Fredericks). Les éditions Futuropolis ont édité 4 tomes des bandes quotidiennes (1934 à 1937 et 1941 à 1942).

## Caractéristiques du personnage
Mandrake porte le costume classique du magicien de music-hall avec cape et chapeau haut-de-forme. Il lutte contre le mal grâce à son pouvoir hypnotique. Mandrake est, à l'origine, présenté comme un véritable magicien, doté de pouvoirs pratiquement illimités : l'auteur Lee Falk le ramène cependant au bout de quelque temps au rang de simple hypnotiseur (capable cependant de télépathie et de projection mentale), afin que ses exploits n'apparaissent pas trop aisés. La propriété de Mandrake se nomme Xanadu, et est truffée de dispositifs techniques et de gadgets.

### Autres personnages
Mandrake est accompagné par Lothar, son valet africain, et par Narda, princesse européenne. Hojo, un cuisinier asiatique, et Karma, cousine de Lothar, les rejoignent plus tard (ces deux personnages sont nés sous le pinceau de Fred Fredericks, qui a repris la série après la mort de Phil Davis, en 1964). Dans la série des Défenseurs de la Terre, Lothar n'est plus le valet de Mandrake, mais un aventurier indépendant et un ami ; Mandrake y a comme apprenti un jeune Asiatique répondant au nom de Kshin, et Theron n'est plus son père, mais son mentor. Une partie de l’histoire de ce dernier est narrée dans l’épisode Le Secret du Livre des énigmes.

#### Lothar
De stature athlétique, Lothar est le valet africain de Mandrake. Il est son meilleur ami et l'aide à lutter contre le crime.
Au lieu de devenir roi africain des « 7 Nations », il rencontre Mandrake au cours du voyage que ce dernier fait en Afrique et décide de le suivre. Une statue à son effigie (Lothar, roi de la grande confédération des tribus africaines) a été érigée (Mandrake no 11) dans chaque village d'Afrique.
Réputé être l'homme le plus fort du monde, il est invulnérable à toute arme de fabrication humaine, ainsi qu'à la magie.
Lothar apparaît aux côtés de Mandrake dès la bande quotidienne inaugurale de 1934.

#### Narda
Narda est la compagne de Mandrake. Elle est princesse d'un pays d'Europe centrale appelé « Cockaigne », dirigé par son frère ainé Segrid, à la suite de la mort de leur mère Isabel, puis de leur père Karl.
Elle apparaît quelquefois comme l'assistante de Mandrake le Magicien. Après une très longue liaison, ils se marient en 1998.
Narda apparaît aux côtés de Mandrake dès le deuxième épisode de la saga : Le Faucon (Mandrake rencontre Narda).

## Le vrai Mandrake
Un prestidigitateur canadien du nom de Leon Mandrake a connu une très grande popularité en Amérique du Nord des années 1930 aux années 1980. Il semble que Lee Falk n'ait pas entendu parler de Leon Mandrake et que ce soit un hasard, mandrake signifiant en anglais Mandragore, un bon nom pour un magicien. Cependant, après avoir rencontré Leon Mandrake, Phil Davis a modifié le dessin de son personnage pour que les deux Mandrake se ressemblent.

## Adaptations cinématographiques
Il y eut en 1939 un « serial » — série à suivre de films de 30 minutes proposée en avant-programme — intitulé Mandrake the Magician. Très librement adapté (et assez éloigné) du personnage originel, ce Mandrake était surtout une sorte de détective. Il était interprété par Warren Hull. 
En 1979, un téléfilm pilote a été réalisé afin de produire une série télévisée mais son échec en termes d'audience a mis fin au projet pour la chaîne NBC.
Par la suite, Federico Fellini, grand amateur de bandes dessinées et de magie, chercha à le porter à l'écran, mais sans succès. Marcello Mastroianni devait interpréter le personnage du magicien en cape et haut-de-forme. Ce projet n'aboutira jamais, mais Mastroianni porte ce costume — en guise d'hommage — dans le film Intervista.
Il apparaît aussi dans Les Défenseurs de la Terre (The Defenders of the Earth) où le héros fait équipe avec Flash Gordon, Lothar, Le Fantôme et leurs enfants (série d'animation des années 1980-1990).
Plusieurs tentatives d'adaptation au cinéma ont été prévues depuis: Mandrake, par la réalisatrice Mimi Leder (Le Pacificateur, Deep Impact) en 2009, avec Jonathan Rhys Meyers, Hayden Christensen et Djimon Hounsou et puis Mandrake le magicien en 2017, par le réalisateur Etan Cohen (En taule : Mode d'emploi) avec Sacha Baron Cohen dans le rôle-titre.